# Harmonium

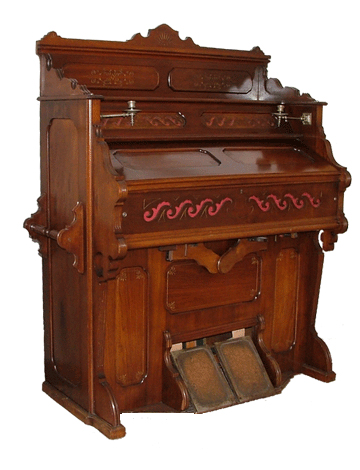
Harmonium

Harmonium je mnohohlasý vzduchový klávesový nástroj podobný varhanám. Zvuk je utvářen vzduchovými sloupci, které narážejí na průrazné kovové jazýčky, které však nejsou v píšťalách jako u varhan, ale jsou upevněny na kovových rámečcích; zvuk tedy nevytváří píšťala (harmonium nemá píšťaly), nýbrž jazýček – stejně jako u akordeonu či foukací harmoniky. Harmonium je doplněno dvěma měchy, které se zpravidla ovládají nohama. Existují ovšem i dvoumanuálová harmonia s pedálem, jako je tomu u varhan; u těchto nástrojů jsou měchy poháněny motorem na elektrický pohon.

## Historie
Harmonium je nástroj starý necelých 200 let. Jeho předchůdcem byly čínské ústní
varhany šeng, které v 18. století pronikly do Evropy. Jejich průrazných jazýčků, do té doby
v Evropě neznámých, se používalo potom i pro některé jazýčkové píšťaly varhan. Vzdálenějším
předchůdcem harmonia byly také malé přenosné varhany, pocházející z 15. století, které měly jen jazýčkové píšťaly (regál). Po různých klávesových nástrojích s různými jmény vzniklo dnešní harmonium, jehož název pochází od pařížského nástrojaře Debaina, který si dal svůj nástroj i jeho název v roce 1840 patentovat. Alexandre Francois Debain zavedl také rejstříkovou hru.
V 20. století nástroj výrazně proslavila skupina The Beatles, využila ho například v písni Cry Baby Cry.

## Literatura

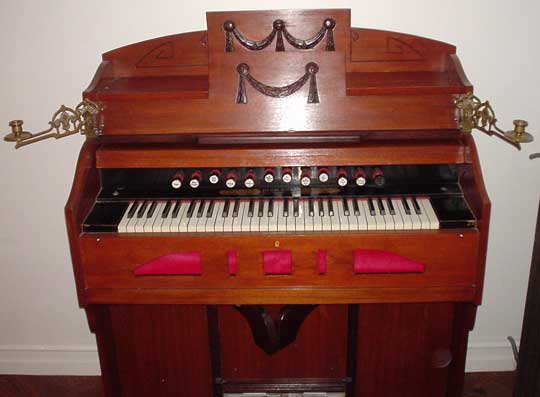
Harmonium